# جواو ريبيرو أوليفيرا
جواو ريبيرو أوليفيرا (بالبرتغالية: João Ribeiro Oliveira‏) (3 يناير 1992 في البرتغال - ) هو لاعب كرة قدم برتغالي في مركز الوسط. لعب مع نادي أولهانينسي وSport Clube Salgueiros ‏ وVilaverdense FC ‏.

## وصلات خارجية
- جواو ريبيرو أوليفيرا على موقع قاعدة بيانات كرة القدم.إي يو (الإنجليزية)
- جواو ريبيرو أوليفيرا على موقع Soccerway.com (الإنجليزية)